# Commission d'enquête sur la situation de la langue française et des droits linguistiques au Québec
La Commission d’enquête sur la situation de la langue française et des droits linguistiques au Québec (également connue sous le nom de Commission Gendron) est une commission d’enquête québécoise créée le 9 décembre 1968 par le gouvernement Jean-Jacques Bertrand. Elle était présidée par Jean-Denis Gendron, linguiste et professeur à l'Université Laval.
Instituée à la suite de la crise de Saint-Léonard à l’automne 1968, la commission devait servir au départ à appuyer un projet de loi du gouvernement Bertrand encadrant les droits linguistiques dans le milieu scolaire – la loi 85 (retirée puis présentée à nouveau sous le nom de Loi pour promouvoir la langue française au Québec; la loi 63). Toutefois, face à la montée de l’opposition à ce projet de loi et à la crise sociale qu’il a engendrée (opposant les partisans de l’enseignement en français pour tous et les partisans du libre choix voulant conserver l’enseignement en anglais), le mandat de la commission fut revu afin de dépasser le simple cadre scolaire et de faire un portrait d’ensemble de la situation du français au Québec.
Malgré la méfiance qu’elle a suscitée chez les Québécois francophones à l’époque, la commission Gendron s’inscrit dans une série d’efforts visant à mettre en place une première politique linguistique officielle au Québec. Elle s’inscrit également dans un contexte de grandes tensions sociales et politiques de la fin des années 1960, marqué par une volonté de plus en plus grande de la population de donner à la langue française la position qui lui revenait au Québec, d’en faire la langue d’usage dans tous les secteurs d’activité et la langue commune à tous les Québécois, peu importe leur langue maternelle.
Le rapport Gendron, publié à la fin de 1972, a servi de source de réflexion pour les premiers pans d'une politique linguistique au Québec. En collaboration avec l'Office de la langue française, elle a notamment servi à définir un cadre et des méthodes pour franciser tous les milieux de travail au Québec, ainsi qu'à rédiger la Loi sur la langue officielle (aussi connue sous le nom de loi 22) adoptée en 1974.

## Contexte

### Le français au Québec dans les années 1960
Durant la Révolution tranquille, la société québécoise connaît une période d’effervescence sans précédent. L’action entraînante du gouvernement Jean Lesage, « intensément réformiste » et « intensément nationaliste » selon la formule de Lucia Ferretti, modifie les structures traditionnelles de la société québécoise. Ces transformations opérées à partir des hautes sphères de l’État québécois, régulièrement commentées par les médias de l’époque, transforment non seulement les structures, mais aussi les mentalités. Alors qu’une certaine attitude de résignation à l'égard de leur langue pesait sur l'esprit collectif des Québécois durant les années 1950, à partir des années 1960, une nouvelle génération d’intellectuels a pris en charge de redonner le contrôle de la société aux Québécois francophones.
Toutefois, ceux-ci faisaient face à un problème très complexe et de taille considérable; bien que les Québécois francophones constituassent la majorité de la population, les commerces, les affaires et les administrations des entreprises demeuraient largement dominés par la langue anglaise et par une minorité d’anglophones unilingues.
Cette situation du français au Québec, la langue considérée comme de seconde classe et facultative pour tous sauf les francophones, était à la source de nombreuses injustices. Ce sentiment d'humiliation à l'égard de la langue ressenti depuis des générations est ressorti de façon spectaculaire dès l'automne 1960, à la suite, entre autres, de la parution de l’essai Les insolences du Frère Untel. La mauvaise qualité du français parlé (joual), ses emprunts excessifs à l’anglais et le faible intérêt qu'il suscitait pour les anglophones et les immigrants en fit rapidement l’un des sujets les plus souvent discutés dans l’actualité. De plus, l'apparition d’un nouveau mouvement indépendantiste durant cette période donnait également une pertinence politique à ce sujet, longtemps traité d’un point de vue uniquement linguistique.

### La commission Laurendeau-Dunton
Pour répondre à ces préoccupations, le gouvernement fédéral de Lester Pearson décide de créer en juillet 1963 une Commission royale d’enquête sur le bilinguisme et le biculturalisme (aussi connue sous le nom de commission Laurendeau-Dunton). Celle-ci se voit chargée de faire enquête sur la situation des langues anglaise et française et des rapports entre les deux peuples fondateurs du Canada. Dotée d’un budget considérable et d’une équipe de chercheurs multidisciplinaires, cette commission fait l’objet d’une attention soutenue dans les médias. Les différentes tranches du rapport de la commission sont ensuite publiées progressivement entre 1965 et 1970, alimentant l’actualité et les débats politiques au Québec.
L’enquête révèle de manière très précise les déséquilibres socioéconomiques entre les francophones et les anglophones ainsi que le peu de considération à l’égard des francophones et de la langue française dans l’économie du Canada (et du Québec). En 1961, le revenu annuel moyen d’un travailleur d’origine anglaise au Canada était de 4 852 $ et par rapport à 3 872 $ pour un travailleur d’origine française (soit une différence de près de 1 000 $). Cet écart de 20 % dans l’ensemble du Canada grimpait à 40 % au Québec, avec 4 940 $ de revenu annuel moyen pour un anglophone contre 3 185 $ pour un francophone. De plus, l’enquête révèle que, contrairement à la croyance répandue, le bilinguisme ne constitue pas un avantage au Canada. Même au Québec, « les anglophones unilingues ont un revenu moyen de 5 502 $, les francophones bilingues, de 4 772 $, les francophones unilingues, de 3 099 $ ». La maîtrise du français n’offrait donc aucun avantage supplémentaire pour les anglophones, tandis que la maîtrise de l’anglais constituait une contrainte pour les francophones voulant améliorer leur sort.
Enfin, autre fait important, l’enquête révélait la différence profonde entre Canadiens français et Canadiens anglais dans leur conception même de ce qu’était le Canada. Pour les Canadiens français, l’avis général était que le Canada était fondé sur un pacte d’honneur entre deux peuples égaux, l’un français et l’autre anglais. L’objectif était donc la recherche d’une pleine égalité entre les deux peuples fondateurs. Pour les Canadiens anglais, le Canada était une union de provinces britanniques (dont l’une de langue française) dans lesquelles s’était ajoutée une multitude de groupes de différentes origines. L’objectif était d’unir les différents groupes afin de former une seule identité, une seule nation.

### Réactions
Pour les francophones (les Québécois tout particulièrement), ces résultats font l’effet d’un coup de tonnerre. L’enquête révélait l’étendue du mépris à l’égard de leur langue et de leur culture dans leur propre pays. Ce mépris avait été déjà relevé de manière intuitive par la Commission Parent, dans son rapport d’enquête sur l’éducation au Québec : « L’école aura beau faire, le français sera sans cesse menacé d’effritement et de disparition au Québec si l’enseignement qu’on en donne ne s’appuie pas sur de solides motivations socioéconomiques. […] Le gouvernement du Québec tout entier doit, tout en veillant à ne pas isoler le Québec en un ghetto, adopter des mesures très fermes pour protéger le français non seulement dans les écoles et dans les universités, mais dans toute la vie publique. […] Aucun écolier ne prendra le français au sérieux à l’école si, à Montréal particulièrement, les ouvriers, administrateurs et hommes d’affaires sont obligés de parler anglais dans leur travail quotidien ou pour obtenir une promotion ».
Face à l’ampleur des inégalités socioéconomiques entre francophones et anglophones, de plus en plus de Québécois réclamaient que leur gouvernement intervienne afin de redonner au français une place qui lui revenait de droit dans la société. Néanmoins, malgré le fait que plus de 80 % de la population québécoise avait le français pour langue maternelle, et que moins de 20 % de la population ne parlait pas du tout le français, à cette époque, la plupart des hommes politiques étaient fort réticents à l’idée d’intervenir dans le domaine des droits linguistiques.
Malgré les réformes mises en place par la commission Parent dans le système scolaire, le gouvernement du Québec ne s’était pas encore doté d’une politique linguistique officielle. Les événements allaient toutefois lui forcer la main à partir de l’automne 1968.

### La crise de Saint-Léonard
Le 27 juin 1968, la commission scolaire de Saint-Léonard décide que l’enseignement dans les écoles de son territoire se fera uniquement en français à la rentrée de l’automne. Le 7 août, la commission scolaire régionale Jérôme Le Royer décide de fermer la seule école secondaire française de Saint-Léonard pour relocaliser ses élèves dans d’autres établissements, afin d’accommoder une clientèle grandissante d’élèves choisissant l’école anglaise. La situation se transforme en crise lorsque le 30 août, un groupe d’élèves se barricade dans cette école secondaire et refuse d’en sortir jusqu’à ce que l’enseignement en français soit rétabli.
D’un côté se trouvent les parents francophones de Saint-Léonard, favorables à l’enseignement en français pour tous, et de l’autre se trouvent les parents italophones, souhaitant conserver la liberté de choix de la langue d’enseignement afin de préserver l’enseignement en anglais pour leurs enfants. Après plusieurs jours de manifestations et de négociations, les représentants des parents francophones et le ministre de l’Éducation arrivent à un compromis : l’enseignement public en français est conservé, avec des mesures transitoires pour les enfants italiens des classes bilingues. L’Association of Parents of Saint-Léonard refuse le compromis et appelle au boycottage de l’école française. Des manifestations sont organisées en soutien à l'école française. Le 10 septembre, une émeute éclate sur la rue Jean-Talon entre manifestants pour l'école française et contre-manifestants pour l'école en anglais.
Le gouvernement Jean-Jacques Bertrand décide d’affronter la situation sur deux fronts. D’abord, dans une visée à court terme, il décide de présenter un projet de loi (loi 85) annulant la décision de la commission scolaire de Saint-Léonard et offrant le libre choix de la langue d’enseignement partout au Québec. Ensuite, dans une visée à long terme, afin de calmer les inquiétudes des Québécois et de se doter d’outils politiques et juridiques pour surmonter le problème, le gouvernement Bertrand décide de mettre sur pied une commission d’enquête sur la situation de la langue française au Québec.
C’est ainsi que, le 9 décembre 1968, la Commission d’enquête sur la situation de la langue française et des droits linguistiques au Québec est créée.

## La Commission

### Mandat et membres de la commission
Le mandat de la commission est « de faire enquête et rapport sur la situation du français comme langue d’usage au Québec et [de] recommander les mesures propres à assurer :
1. les droits linguistiques de la majorité aussi bien que la protection des droits de la minorité,
2. le plein épanouissement et la diffusion de la langue française au Québec dans tous les secteurs d’activité, à la fois sur les plans éducatif, culturel, social et économique. »

La commission est formée de Jean-Denis Gendron, président, linguiste et vice-doyen à la Faculté des lettres de l’Université Laval, et des commissaires Madeleine Doyon-Ferland, ethnologue et professeure à l’Université Laval, Edward McWhinney, avocat et professeur de droit constitutionnel à l’Université McGill, Nicolas Mateesco-Matte, avocat et professeur de droit spatial à l’Université de Montréal, et enfin Aimé Gagné, directeur des relations publiques d’Alcan. L’historien Guy Frégault fut secrétaire de la commission pendant un an, jusqu’en septembre 1969. Il fut remplacé par Jean-Guy Lavigne en décembre 1969. La commission dispose alors de douze mois et d’un budget de 100 000 $ pour faire un rapport.

### Débuts difficiles; entre méfiance et indifférence
La Commission commence ses travaux au printemps 1969. Au départ, la population se montre plutôt indifférente à ceux-ci. Pour les nationalistes et les groupes conscientisés à la situation du français, cette commission est au mieux inutile, au pire un stratagème employé pour protéger le statu quo et les privilèges d’un certain establishment unilingue anglophone, hostile à tout accroissement de la place faite au français et aux francophones dans les milieux de travail et dans les sphères de décision. Cela faisant dire à certains que la commission Gendron ne s’adressait au fond qu'aux « Anglais ». En effet, malgré la bonne foi et l’optimisme des commissaires, au 10 avril 1969, sur les 83 mémoires reçus par la commission, la très vaste majorité d'entre eux provenait de lobbies anglophones. Sur ce nombre, 27 mémoires provenaient d’entreprises commerciales ou industrielles (dont 26 d’origine anglophone); 14 mémoires provenaient d’associations, de groupes ou d’organismes (dont 10 anglophones), et 7 provenaient de citoyens ordinaires (dont un seul francophone, d’origine belge, qui fut le seul sur les 48 intervenants à recommander l’unilinguisme français au Québec). Ainsi, au total, 42 des mémoires étaient d’origine anglophone contre seulement 6 pour les groupes d’intérêts francophones.
À l’indifférence des francophones s’ajoute l’attitude tantôt ambivalente, tantôt intransigeante de Jean-Jacques Bertrand en matière de langue. En décembre 1968, devant le mouvement de contestation que génère le projet de loi 85, le premier ministre choisit de reculer et retire son projet de loi. Or, le retrait de ce projet de loi ne changeait en rien sa position sur le fond de la question. Sans attendre le rapport de la commission, le premier ministre Bertrand déclare, lors d’une soirée au Canadian Club de Montréal, devant une salle remplie de financiers anglophones, que la future loi exclurait d’office l’enseignement en français pour tous et qu’elle garantirait le libre choix de la langue d’enseignement. L’attitude de Bertrand jugée trop conciliante envers la minorité anglophone et trop intransigeante face aux nationalistes finit par éroder la confiance des Québécois en son gouvernement, ainsi que la crédibilité de la commission Gendron.
Enfin, les contraintes de budget et de temps font aussi en sorte que le rapport ne serait pas remis dans les douze mois prévus à l’origine. En mai 1969, les commissaires demandent le report de l’échéance et l’accroissement de leur budget. Cependant, l’ajournement des travaux de l’Assemblée nationale repoussera l’approbation de leur demande à octobre 1969. Cette demande fut importante pour la suite des travaux, car elle permit à la commission Gendron de se doter d’une équipe de recherche multidisciplinaire pour accompagner ses travaux (comme avait pu le faire la commission Laurendeau-Dunton). Cette équipe, dirigée par le sociologue Pierre-Étienne Laporte, allait permettre de confirmer et de complémenter les données relevées par la commission Laurendeau-Dunton.
Après une première série de tournées régionales durant l’été 1969, la commission commence à tenir des audiences publiques au début de l'automne. De septembre 1969 à mai 1970, elle tient un total de huit audiences, d’une durée de trois à cinq jours chacune. Au cours de ces audiences, la commission reçoit 210 mémoires « provenant en majeure partie d’associations, de groupements ou d’entreprises industrielles, commerciales et financières ».
Ces travaux allaient bientôt être perturbés par deux événements : le projet de loi 63 et la campagne électorale de 1970.

### Loi 63; élections de 1970
En octobre 1969, le gouvernement Bertrand décide de régler une fois pour toutes le problème soulevé par la crise de Saint-Léonard un an auparavant. En voulant faire plaisir à tous les groupes linguistiques, le gouvernement décide d'offrir le libre choix de la langue d'enseignement à tous les parents du Québec; le 23 octobre, le ministre de l'Éducation Jean-Guy Cardinal présente la Loi pour promouvoir la langue française au Québec (loi 63).
Dès sa présentation, cette loi provoque une vague de manifestations au sein de la population québécoise. Au lieu d'apaiser les tensions, cette loi en réalité fait porter le problème de Saint-Léonard à l'ensemble du Québec. Pour la minorité anglophone, cette loi respecte non seulement son désir de conserver le droit de faire instruire ses enfants en anglais mais élève aussi sa langue au même rang que le français au Québec. Pour les nationalistes, cette loi était un geste de démission et de trahison de la part d’un gouvernement affirmant défendre ses convictions nationalistes, mais qui voulait avant tout ménager la minorité anglophone, les organisations patronales et les milieux financiers. Agissant à contre-courant des données connues sur les transferts linguistiques et sur la situation de fragilité du français (notamment à Montréal), le gouvernement Bertrand se voit confronté à un véritable front commun d'associations, de groupes et de comités de tous les secteurs de la société en opposition à son projet de loi (le FQF – Front du Québec français). Malgré l'opposition, Bertrand persiste pour faire adopter sa loi à toute vitesse. Finalement, le 20 novembre 1969, après plus de soixante heures de débat, la loi 63 est adoptée par l'Assemblée nationale. L'adoption de cette loi voit plusieurs députés démissionner de leur parti, en plus de vider les forces de l’Union nationale au profit du Parti québécois de René Lévesque.
En mars 1970, malade, contesté et placé dans une situation intenable, Jean-Jacques Bertrand déclenche des élections. Malgré un ultime effort du premier ministre pour ramener à son parti les forces vives nationalistes et conservatrices qui l'avaient délaissées, le 29 avril, l'Union nationale subit une cuisante défaite aux mains du Parti libéral de Robert Bourassa.

### «Le français, langue de travail»
Arrivé au pouvoir, le nouveau premier ministre Robert Bourassa demande à la commission Gendron de donner la priorité à l'une de ses ambitions : faire du français la langue du travail, partout au Québec. Cette ambition découlait d'une promesse tenue par Bourassa à la suite de son arrivée comme chef du Parti libéral, au début de 1970, puis reprise durant les élections de mars-avril.
Le 29 juin 1970, Robert Bourassa convoque les présidents, vice-présidents et directeurs des 500 plus grandes entreprises établies au Québec. Il leur annonce son intention de mettre en place une politique de francisation des entreprises. La commission Gendron confie alors à un chercheur, Jean-Claude de Brouwer, la tâche de recueillir les réactions des membres de l'élite économique à cette annonce. L'enquête est menée au début de 1971 auprès d'un échantillon de cadres francophones et anglophones. Les résultats sont révélateurs des attitudes du monde du travail à cette époque face au changement des règles sur l'usage des langues dans la gestion et la production des entreprises, notamment sur les multiples raisons invoquées pour s'opposer à l'action du gouvernement pour faire du français la langue de travail au Québec. Les principales raisons sont :
1. « On ne peut pas forcer les gens » (argument de 41 % des anglophones, 47 % des francophones)
2. « On ne peut progresser avec le français » (32 % des anglophones, 41 % des francophones)
3. « Le maintien ou l'expansion du bilinguisme est préférable » (36 % des anglophones, 16 % des francophones)
4. « Cela empêcherait de nouveaux investissements, provoquerait des déménagements de sièges sociaux » (22 % des anglophones, 19 % des francophones)
5. « L'anglais est la langue des affaires » (27 % des anglophones, 9 % des francophones)
6. « L'État ne doit pas intervenir » (27 % des anglophones, 16 % des francophones)[35].

Malgré ces objections, 71 % des francophones et 47 % des anglophones étaient d'avis que l'implantation du français comme langue de travail était plausible et même vraisemblable. Pour les francophones, cela pouvait se faire à condition qu'il n'y ait aucune contrainte (52 % des avis) sur le choix de la langue, et que l'usage de la langue anglaise soit maintenu (37 %). Pour les anglophones, cela pouvait se faire à condition que l'usage de l'anglais soit maintenu (58 %) et que l'usage du français soit restreint aux postes de travail de niveaux inférieur et intermédiaire (21 %). Sur ce dernier point, 17 % des francophones étaient du même avis que les anglophones. Peu importe leur langue, les élites protégeaient leurs privilèges. Toutefois, l'effet du français sur la rentabilité des entreprises était vu de manière fort différente. Pour 67 % des francophones, il serait un gage de rentabilité, tandis que pour 89 % des anglophones, il aurait plutôt l'effet inverse.
Tandis que la commission Gendron menait cette enquête, en mars 1971, le ministre des Communications François Cloutier confie à son sous-ministre Gaston Cholette la direction de l'Office de la langue française. L'Office aura pour mission de transformer le slogan de « faire du français la langue de travail » en plan d'action réaliste, applicable et contrôlable. Après de longues négociations, Cholette réussit à convaincre 13 entreprises de différents secteurs d'activité à se porter volontaire à une série de projets-pilotes, dans le but d'étudier la situation du français dans la vie réelle d'une entreprise et, ultimement, de l'améliorer : deux entreprises du secteur bancaire (la Banque royale du Canada et la Banque de Montréal), deux raffineries (BP de Ville d'Anjou et Aigle d'Or de Saint-Romuald), deux industries papetières (Domtar de Beauharnois et CIP de Trois-Rivières), une industrie textile (Dominion Textile de Saint-Jean), un commerce de détail (General Cigar de Rosemont) et cinq entreprises manufacturières (usines de la Compagnie générale électrique du Canada à Québec et Montréal-Est, Canada Packers de Pointe-Saint-Charles, Canadian Industries de Shawinigan, Canadian Johns-Manville à Asbestos et Noranda Metal Industries à Montréal-Est). Dans l'ensemble, à l'exception de la raffinerie Aigle d'Or et des deux usines de la Compagnie générale électrique, les autres entreprises qui avaient participé aux projets-pilotes considéraient les mesures proposées comme un « menu à la carte » parmi lesquelles elles pouvaient choisir selon leur convenance, et, dans la plupart des cas, elles ne voulaient pas prendre l'initiative de la francisation, préférant attendre que le gouvernement leur dise ce qui était attendu d'elles. Toutefois, ces projets-pilotes (grâce notamment à leurs analyses de la situation des langues, c'est-à-dire de la répartition des communications orales et écrites entre l'anglais et le français en entreprise) ont permis de mettre au point une grille d'analyse qui servit de base plus tard à la mise en application de la loi 22 et de la loi 101.

### Poursuite des travaux et remise du rapport
De 1970 à 1972, la commission Gendron conduit un important programme de recherches. Elle commande 28 études spécialisées touchant aux divers aspects de son mandat (historique, économique, juridique, sociologique, social et sociolinguistique) et neuf rapports de synthèse de ces travaux. Ces rapports de recherche sont publiés à mesure qu'ils sont terminés afin de permettre au personnel du gouvernement et de l'Office de la langue française d'en prendre connaissance et de s'en servir pour leurs propres réflexions et travaux.
La date de dépôt du rapport de la commission, repoussée au 9 décembre 1970 sous Jean-Jacques Bertrand, est repoussée à trois reprises sous Robert Bourassa : d'abord au 31 mars 1971, ensuite au 20 octobre 1971, et enfin au 31 décembre 1972, date finale imposée par le gouvernement.

## Rapport
Le rapport de la commission Gendron se divise en trois volumes :
1. La langue de travail
2. Les droits linguistiques
3. Les groupes ethniques[Notes 2]

Dans l'ensemble, le rapport Gendron permettait de confirmer et de compléter plusieurs des observations relevées par la commission Laurendeau-Dunton. Sur l'écart entre les conditions de vie des francophones et celles des anglophones, par exemple, les francophones travaillant dans leur langue se comptaient surtout parmi les ouvriers des secteurs primaire ou secondaire, les emplois manuels, l’industrie de la construction, et s’ils ont moins de neuf années de scolarité et un salaire de moins de 4 000 $ par année. De leur côté, les anglophones et les allophones travaillant comme contremaîtres et ouvriers du secteur secondaire, dans le commerce ou l’administration publique, et ayant entre six et douze années d’études et un salaire d’entre 6 000 $ et 9 000 $ par année utilisaient plus de français que la moyenne de leur groupe, par rapport aux administrateurs et aux employés de bureau dans le secteur financier ou public, avec une éducation universitaire et un revenu dépassant les 12 000 $ par année, qui eux n’utilisent pratiquement que l’anglais.
En d’autres mots, dans la région montréalaise, « les basses tâches favorisent l’emploi du français, les tâches supérieures, l’utilisation de l’anglais ». La prépondérance de l’anglais se retrouvait dans les communications verbales, administratives et techniques des travailleurs, ainsi que dans les exigences linguistiques du marché du travail, ce qui soumettait davantage le travailleur francophone aux situations rencontrées sur le marché du travail que le travailleur anglophone.

### Recommandations
Synthèse de 15 000 pages dactylographiées de travaux de recherches, le rapport Gendron compte plus d'une centaine de recommandations sur divers sujets. Compte tenu de la variété des sujets et des mesures à prendre, l'accueil fut très nuancé. Par exemple, au sujet du français et de l'anglais, la commission Gendron recommandait :
- « que le Gouvernement du Québec se donne comme objectif général de faire du français la langue commune des Québécois, c'est-à-dire une langue qui, étant connue de tous, puisse servir d'instrument de communication dans les situations de contact entre Québécois francophones et non francophones ».

Cette recommandation inspirera toute la politique linguistique subséquente au Québec. En revanche, la Commission recommandait également :
- que le gouvernement du Québec proclame « dans une loi-cadre le français langue officielle du Québec, ainsi que le français et l'anglais langues nationales du Québec[43] ».

Cette dernière recommandation, censée garantir l’avenir du français au Québec, était en contradiction totale avec la réalité des faits qu’avait pourtant révélée le rapport de la commission Laurendeau-Dunton. À titre d'exemple, simplement au niveau des conditions socioéconomiques, dans l’ensemble du Canada, « les anglophones unilingues d’origine britannique gagnent plus que les bilingues d’origine française  ». Même au Québec, le bilinguisme n’avait pas la cote : « Que l’on y considère les unilingues anglophones ou les bilingues, ce sont toujours les Britanniques qui touchent les plus hauts revenus. Les bilingues, d’origine française ou britannique, gagnent moins que les Britanniques anglophones unilingues. Pour l’ensemble de la province, les anglophones unilingues ont un revenu moyen de 5 502 $ [au milieu des années 1960], les bilingues, de 4 772 $, les francophones unilingues, de 3 099 $ ».
Si la distinction entre langue officielle et langue nationale n'est pas retenue par le gouvernement Bourassa, l'idée de faire du français la seule langue officielle du Québec est toutefois retenue. Cette idée se retrouvera dans l'article 1 de la Loi sur la langue officielle (loi 22) en 1974.
De plus, en conformité avec l'état d'esprit de bon nombre de Québécois à l'époque, la commission comptait essentiellement sur la bonne foi et la persuasion pour que le français s'épanouisse et puisse se diffuser dans tous les secteurs d'activité au Québec : « Ce qui est demandé aux non-francophones, c’est de renverser les rôles, en trouvant normal que le français, au lieu de l’anglais, leur serve de lien avec la population francophone. Est-ce une exigence qui brime les droits linguistiques de la minorité? Nous ne croyons pas que l’apprentissage et l’usage de la langue de la majorité constitue une quelconque brimade linguistique pour la minorité. Il s’agit d’une exigence normale, qui engendre tout au plus une restriction dans l’emploi que la minorité peut faire de sa langue dans les situations de contact avec la majorité ». Selon la commission, il était nécessaire pour le Québec de définir clairement sa « personnalité linguistique » pour : « les non francophones pouvant mettre en doute la préséance du français sur toute autre langue, aussi longtemps que l’État n’a pas affirmé son soutien à l’une d’elles; les Canadiens et les immigrants qui n’apprendront jamais à faire les distinctions linguistiques qui s’imposent entre le Québec et le reste du Canada, aussi longtemps que le Québec ne se sera pas défini officiellement comme un État français; les gens de l’extérieur, surtout les investisseurs, qui continueront à ignorer le fait français au Québec, aussi longtemps que leurs conseilleurs juridiques ne pourront pas leur dire qu’il existe des dispositions législatives qui font du français au Québec la seule langue officielle de l’État ».
Sur la langue de travail, les recommandations de la commission Gendron étaient complexes et d'une grande prudence. La commission recommandait au gouvernement de :
- « prendre les dispositions nécessaires pour faire du français la langue des communications internes dans les milieux de travail au Québec »
- procéder par étapes, en négociant un programme avec les entreprises (recommandation no 4), une première étape de communication orale bilingue, français/anglais, une deuxième étape où le français devient la langue commune des communications orales, enfin une dernière étape où le français devient la langue des communications écrites (recommandation no 5). La commission recommandait également « aux entreprises d'adopter une politique de bilinguisation strictement adaptée aux besoins de leurs cadres et de leurs autres employés » (recommandation no 8)
- « de proposer aux entreprises une politique de francophonisation qui ait pour objet d'augmenter graduellement, à compétence égale la présence des francophones aux échelons moyens et supérieurs de la hiérarchie administrative » jusqu'au taux moyen de chaque groupe linguistique dans la main-d'œuvre québécoise (recommandation no 9), au cours des dix années qui suivent, par étapes également et selon la disponibilité des francophones et la croissance économique du Québec (recommandation no 11).
- adopter, enfin, une politique de bilinguisation des cadres anglophones (recommandation no 14) aux frais de l'État (recommandation no 16).

L'idée de faire du français la langue des communications internes des entreprises sera retenue, de même que l'augmentation de la présence des francophones au niveau supérieur. Par contre, le gouvernement refusera de procéder par étapes, et s'opposera au fait de fonder la francisation des entreprises sur le principe de la bilinguisation des cadres anglophones. Cependant, la connaissance du français par les cadres fera partie du programme de francisation des entreprises.
En matière d'affichage public, la commission recommandait que « l'usage du français soit obligatoire et qu'aucune inscription dans une autre langue ne l'emporte sur l'inscription rédigée en français » (recommandation no 63). Ce principe sera aussi retenu par le gouvernement Bourassa.
Au sujet de la langue des affaires, la commission Gendron offrait un grand nombre de recommandations. Elle recommandait notamment :
- que, dans un délai de cinq ans, le français soit obligatoire « dans tous les documents qui décrivent des biens ou des services qu'aucun texte rédigé dans une ou plusieurs autres langues n'occupe une place plus importante que le texte rédigé en français » (recommandation n(no) 54).
- que « tout organisme privé constitué en vertu des lois du Québec ait un nom français, sans exclure pour autant des versions de ce nom dans d'autres langues » (recommandation no 57)
- que « tout contrat écrit passé entre un consommateur francophone et un commerçant de biens ou de services soit rédigé en français, à moins que le consommateur n'exige qu'il soit rédigé en anglais uniquement » (recommandation no 66)
- que « toute pièce délivrée à un client francophone pour témoigner de l'achat d'un bien ou d'un service soit rédigée en français, à moins que le consommateur n'exige qu'il soit rédigé en anglais uniquement » (recommandation no 67)

Toutes ces propositions furent acceptées par le gouvernement Bourassa. Enfin, la commission formula aussi plusieurs recommandations touchant à l'administration publique et parapublique, y compris l'administration municipale, les services de santé et les ordres professionnels (recommandations 68 à 78).

## Bilan
Les recommandations du rapport Gendron ont fourni un matériau très riche pour l'ébauche des premiers éléments constitutifs d'une politique linguistique québécoise. Deux principes, en particulier, se détachaient de l'ensemble des recommandations et seront toujours respectés dans les lois successives, faisant en sorte que l'administration publique montre par son exemple que le français est la langue commune de tous les citoyens du Québec : l'usage du français doit être généralisé dans tous les services publics; les citoyens anglophones individuels ont droit, à leur demande, à des services dans leur langue.